# Marcel Götz
Marcel Götz geb. Schiller (* 21. Dezember 1996 in Roth) ist ein deutscher Fußballspieler.

## Karriere
Nach seinen Anfängen in der Jugend der SpVgg Greuther Fürth wechselte er im Sommer 2011 in die Jugendabteilung des FC Ingolstadt 04. Dort durchlief er zunächst alle Jugendmannschaften und wurde im Sommer 2015 in den Kader der zweiten Mannschaft in der Regionalliga Bayern aufgenommen und verbrachte dort insgesamt drei Spielzeiten. Im Sommer 2018 wechselte er innerhalb der Liga zur SpVgg Bayreuth.
Am Ende der Spielzeit 2021/22 gelang ihm mit seiner Mannschaft der Aufstieg in die 3. Liga. Seinen ersten Profieinsatz hatte er am 10. August 2022, dem 3. Spieltag, als er bei der 1:4-Auswärtsniederlage gegen den SV Wehen Wiesbaden in der Startformation stand. Nachdem im Sommer 2023 sein Vertrag ausgelaufen war, war er bis Januar 2024 vereinslos. Danach schloss er sich Bayernligist TSV Kornburg an. Im Sommer 2024 kehrte er nach Bayreuth zurück.

## Erfolge
SpVgg Bayreuth
- Meister der Regionalliga Bayern und Aufstieg in die 3. Liga: 2021/22